# 入射面
入射面（にゅうしゃめん、plane of incidence）とは、幾何光学において光線が別の物質に入射するとき、反射面に垂直で入射光線と反射光線を含む面のことである。

## 定義
幾何光学において反射と屈折を考える場合に、入射面という考え方を用いる。入射面は反射面と垂直の関係にあり入射光線と反射光線を含む。偏光のp波やs波は入射面に対して電界成分が垂直であるか平行であるかによって決定される。
入射面の言葉の印象から、反射や屈折を起こす物質の境界面を指すと勘違されるがそうではない。

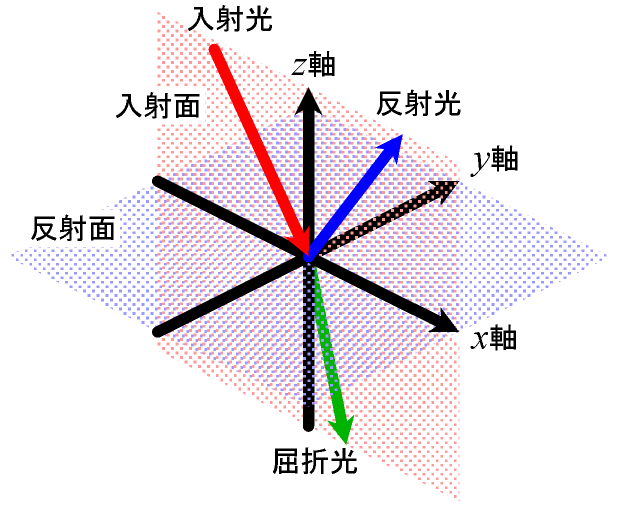
入射光と反射光